# Salaria Kea O'Reilly
Salaria Kea (de casada Salaria Kea O'Reilly) (Milledgeville, 13 de julio de 1913 - Akron, 18 de mayo de 1991) fue una enfermera estadounidense afroamericana de la «American Medical Brigade», que acompañó al contingente estadounidense de las Brigadas Internacionales durante la Guerra civil española. Relato que al parecer dejó escrito en Una enfermera negra en la España republicana.

## Biografía
Evocada por el poeta afroamericano James Langston Hughes (1902-1967) como “una delgada muchacha color chocolate”, Salaria quedó huérfana en su infancia, cuando su padre, jardinero, murió en extrañas circunstancias. Al parecer hizo sus primeros estudios en la Escuela Central y la «West High School», en Akron. Su deseo de ser enfermera tuvo que superar el rechazo de algunos centros debido al color de su piel, hasta que en el verano de 1930 decidió trasladarse a Nueva York, donde fue admitida en la Escuela de Formación del Hospital de Harlem («Harlem Hospital School of Nursing»). Enseguida comenzó a trabajar como enfermera, primero en el Sea View Hospital y luego en el Hospital de Harlem. Se graduó en 1934 y consiguió el puesto de jefa de enfermeras en la Sala de enfermos terminales del «Sea View Hospital», dedicado al tratamiento de la tuberculosis.
En 1935 entró en el Partido Comunista de los Estados Unidos (CPUSA), círculo que la llevarían primero a formar parte del grupo de enfermeras de Harlem que tras la invasión de Abisinia por el ejército fascista de Benito Mussolini, reunió material sanitario en ayuda del pueblo etíope; y luego, a raíz del levantamiento militar de julio de 1936 en España, que dio origen a la guerra civil, a unirse al «Medical Bureau to Aid Spanish Democracy», organizador de la «American Medical Brigade».

### Brigadista
Salaria salió de los Estados Unidos en la primavera de 1937 a bordo del SS Paris, junto con otras 12 enfermeras y un grupo de médicos dirigidos por el cirujano Edward K. Barsky, el cirujano judío que dirigiría el Servicio Sanitario de la zona catalana. Al parecer su primer destino en España fue el hospital instalado en el Palacio de Villa Paz, en Saelices (Cuenca). Y fue en España donde conoció al que sería luego su marido, Pat O'Reilly (John Paddy), un brigadista irlandés convaleciente de las heridas sufridas mientras luchaba con una unidad de brigadistas británicos. Queda noticia de que se casaron en el hospital, aunque luego serían temporalmente separados por la guerra.
Está documentado que Salaria prestó auxilio en el en hospital instalado para las Brigadas Internacionales en la capital murciana, así habilitado en el antiguo colegio marista de La Merced que en 1935 se había convertido en sede de la Universidad de Murcia. También se sabe que aunque fue apresada por las tropas franquistas, pudo escapar y salir de España el 1938.
En ciertos sectores de su país fue recibida como una heroína, si bien, hasta 1940 no pudo conseguir que a su marido le concedieran permiso para entrar en Estados Unidos las autoridades de inmigración. Finalmente, Pat O'Reilly fue nacionalizado, y aceptado en el Cuerpo de Ingenieros del Ejército de Estados Unidos destacado en Europa durante la Segunda Guerra Mundial. Salaria, vetada en un principio por su pasada militancia comunista, fue al final admitida en el Cuerpo de Enfermería, ya en 1944.
Concluida la guerra, el matrimonio O'Reilly se estableció en Nueva York, donde Salaria trabajó como enfermera. En los últimos años de su vida, ya viuda, volvió a Akron, donde falleció en 1991 –según algunas referencias– a los 72 años de edad.

## Plural reconocimiento
El Museo de la Ciudad de Nueva York rememoró la acción humanitaria de los brigadistas estadounidenses en la exposición titulada Frente al fascismo: Nueva York y la guerra civil española, inaugurada en 2007.